# Vladimir Kramnik

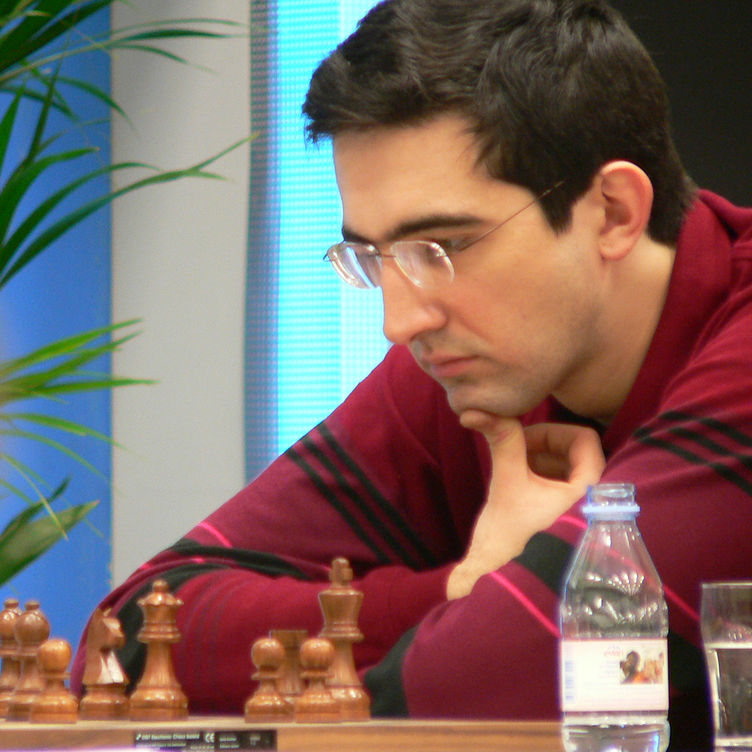
Vladimir Kramnik 2005

Vladimir Kramnik, född 25 juni 1975, är en rysk schackspelare.
Kramnik är en av världens främsta schackspelare och var världsmästare 2000–2007 i vad man kallar klassiskt schack. År 2000 besegrade Kramnik dåvarande världsmästaren Garri Kasparov i London. Denna match arrangerades utanför FIDE och Kramnik blev därför inte officiell världsmästare. Han blev dock oomstridd världsmästare efter att ha besegrat FIDE:s regerande världsmästare Veselin Topalov i oktober 2006, en match som präglades av anklagelser om fusk. I september 2008 förlorade Kramnik titeln till Viswanathan Anand. Vid finalen av 2019 års Tata Steel Chess Tournament tillkännagav Kramnik i ett pressmeddelande att han avslutade sin karriär inom tävlingsschack och istället tänkte engagera sig i projekt för att lära barn och ungdomar schack. 
Kramnik har anklagat stormästaren José Martinez om att ha fuskat i olika online matcher. I år den 7-9 juni kommer Vladimir Kramnik möta Jose Martinez i Madrid för den omtalade matchen Clash of Claims. 

## Spelstil
Kramniks spelstil är i grunden solid och positionell, och han har inte några uppenbara svagheter i sitt spel. Han tillhör den unga generationen schackspelare som kommit efter tidigare världsmästaren Kasparov. 

## Match mot schackdatorn Fritz
Han gick en match mot schackdatorn Fritz år 2002, och lyckades spela oavgjort efter att han hamnat i underläge. År 2006 spelade han ännu en gång mot Fritz, i Tyskland, och förlorade då med 4–2.

## Utmärkelser
- Schack-Oscar 2000 och 2006